# Staatsbibliothek zu Berlin
Staatsbibliothek zu Berlin (statsbiblioteket i Berlin, eller det preussiske statsbibliotek) er et traditionsrigt bibliotek i Berlin. Det har en bogbeholdning på omkring 10 millioner bind og er dermed det største universalbibliotek i Tyskland og også et af de største i verden. Det er underlagt Stiftung Preußischer Kulturbesitz.

## Historie
Statsbiblioteket i Berlin blev grundlagt i 1659 som Bibliothek zu Cölln an der Spree. Fra 1701 til 1918 hed det Königliche Bibliothek (det kongelige bibliotek). Efter at Preussen blev republik i 1918 blev det omdøbt til Preußische Staatsbibliothek. Efter 2. verdenskrig havnede biblioteket i DDR, og blev omdøbt til Deutsche Staatsbibliothek. Som modstykke blev de dele af bibliotekets besiddelser som befandt sig i Vestberlin organiseret som Staatsbibliothek Preußischer Kulturbesitz. Efter den tyske genforening blev bibliotekerne igen samlet under navnet Staatsbibliothek zu Berlin under Stiftung Preußischer Kulturbesitz.

## Beliggenhed
Statsbiblioteket har to hovedadresser, en på Unter den Linden 8, og en på Potsdamer Staße 33. Biblioteket på Potsdamer Straße var location i Wim Wenders film Der Himmel über Berlin fra 1987, som opholdssted for englene. 

## Direktører
- 1842-1873 Georg Heinrich Pertz
- 1873-1884 Karl Richard Lepsius
- 1905-1921 Adolf von Harnack
- 1921-1925 Fritz Milkau

Nuværende direktør: Barbara Schneider-Kempf

## Eksterne links
- Wikimedia Commons har flere filer relateret til Staatsbibliothek zu Berlin
- http://staatsbibliothek-berlin.de
- weitere Literatur in Auswahl Arkiveret 14. oktober 2005 hos  Wayback Machine
- Digitalisierte Tondokumente zur Geschichte der Staatsbibliothek Arkiveret 25. november 2005 hos  Wayback Machine

52°30′23″N 13°22′13″Ø / 52.50639°N 13.37028°Ø